# Casper Ruud
Casper Ruud (Oslo, 22 de dezembro de 1998) é um tenista profissional norueguês. Conseguiu sua primeira vitória nas ATP NextGen Finals em Novembro de 2019. No dia 12 de setembro de 2022, alcançou a segunda colocação do ranking da ATP, a melhor posição de sua carreira. Tornou-se o primeiro norueguês a chegar ao número 2 do ranking.

## Carreira
Casper Ruud tornou-se profissional em 2015.

## Vida familiar
Ele é filho do ex-tenista Christian Ruud.